# Boj o prostor
Boj o prostor s podtitulem Architektura jako společenská praxe je editorský výběr z teoretických textů sedmi evropských autorek a autorů, jejichž profesní zájem o architekturu a urbanismus je spojen se snahou o tvorbu měst jako cílené společenské praxe. Zastoupení autoři nejsou jen architekti, urbanisté, umělci, historikové či sociologové, ale pohybují se současně na rozhraní několika oborů.
Antologie zahrnuje úvahy o městě a veřejném prostoru, nápady a příklady radikálních zásahů, které život měst a jejích obyvatel zásadním způsobem ovlivňují.
Všechny uvedené texty obsažené v knize byly součástí přednáškového cyklu Contesting Space: Architecture as a Social Practice který proběhl na podzim 2012 na Fakultě architektury VUT v Brně. Kniha kromě úvodu editorů (a překladatelů), architektů Markéty Březovské a Jana Kristka, obsahuje i informace o autorech jednotlivých článků.

## Zastoupení autoři
- Marcus Ambach :  B1/A40 – Město navrhuje samo sebe
- Regina Bittnerová : Vynalézavé město: O koprodukci urbánní veřejnosti
- Petra Havelská : Od londýnské Olympiády po Hackney Wick
- Gabu Heindlová : Prádelní urbanismus: K politice a estetice práce doma
- Miodrag Kuč : Od mozaiky teritorií po síť kolektivních prostor
- Wouter Vanstiphout : Zdrojový kód: Modely pro perfektní společnost
- Michael Zinganel : Zločin se vyplácí! Zločin jako konstrukční síla urbánního plánování a městské zkušenosti